# Auricula (Schiff)
Der Shell-Tanker Auricula war das erste Motorschiff, welches mit Schweröl betrieben wurde.

## Geschichte
Der 1946 bei der Werft Hawthorn, Leslie & Co. unter der Baunummer 671 fertiggestellte Öltanker gilt als das weltweit erste Motorschiff, das mit Schweröl betrieben wurde. Sein Eigner war die Londoner Tankerreederei Shell. Schon ab 1938 wurden Versuche unter der Leitung von John Lamb, dem Chef der technischen Inspektion von Royal Dutch Shell, unternommen, Dieselmotoren mit schwerem Heizöl zu betreiben. Dieses wurde vorher ausschließlich zur Befeuerung von Kesseln verwandt.
Nach dem Ende des Zweiten Weltkriegs wurde der Motortanker Auricula zum Probebetrieb mit Schweröl ausgewählt. Dazu wurde er unter anderem mit einer angepassten Einspritzanlage und Ölseparatoren ausgerüstet. Nach erfolgreich absolvierten Probefahrten verließ das Schiff am 17. August 1946 Großbritannien zu einer ersten Reise nach Curaçao. Der erfolgreiche Betrieb führte zu weiteren Versuchen, so zum Beispiel zum Probebetrieb des Tankers Helicina mit dem besonders schweren Bitumen.
Nach Jahren des Betriebs ohne nennenswerte Störungen verkaufte die Reederei das Schiff im Jahr 1955. Als Don Demetrio wurde es 1956 zum Erzschiff umgebaut. Nach weiteren Eignerwechseln und Umbenennungen erreichte das Schiff schließlich am 23. März 1969 Kaohsiung, wo es abgebrochen wurde.